# Біта
Біта (рум. Bita) — село у повіті Ковасна в Румунії. Входить до складу комуни Реч.
Село розташоване на відстані 155 км на північ від Бухареста, 14 км на схід від Сфинту-Георге, 34 км на північний схід від Брашова.

## Населення
За даними перепису населення 2002 року у селі проживали 305 осіб, усі — угорці. Усі жителі села рідною мовою назвали угорську.